# حمض البنتانويك
حامض الفالريك حمض البنتانويك أو حمض الفاليريك هو حمض كربوكسيلي له الصيغة الكيميائية C5H10O2، والتي يمكن كتابتها على الشكل CH3(CH2)3COOH. ويكون على شكل سائل عديم اللون. ينتمي حمض الفاليريك إلى الأحماض الدهنية المشبعة. تسمى أملاح واسترات هذا الحمض بوتانوات أو فاليرات.

## الوفرة الطبيعية
يوجد حمض الفاليريك طبيعياً في نبات ناردين مخزني الذي له الاسم العلمي Valeriana officinalis ومن هنا أتت التسمية بالفاليريك. يوجد أيضاً في عدد من الأعشاب مثل ذيل الثعلب الإيطالي؛ وفي جذور Persicaria minor والزيت العطري لنبتة Bupleurum chinesis (الدبيق الصيني).

## الخواص
يوجد حمض الفاليريك في الشروط القياسية على شكل سائل عديم اللون، له رائحة منفرة. للمركب انحلالية ضعيفة في الماء.
من المركبات القريبة ذات الصلة بحمض الفاليريك كل من حمض الميفالونيك وحمض الفالبرويك

## الاستخدامات
يستخدم حمض الفاليريك بشكل رئيسي في تحضير الإسترات ذات التطبيقات في صناعة المنكهات والعطور. في حين أن الاسترات الأخرى مثل بنتانوات الإيثيل (فاليرات الإيثيل) وبنتانوات البنتيل (فاليرات البنتيل) تستخدم كمضافات غذائية بسبب نكهتها الفواكهية.